# Bundesrealgymnasium Salzburg
Das Bundesrealgymnasium Salzburg ist ein österreichisches Gymnasium in Salzburg mit naturwissenschaftlichem Schwerpunkt.

## Geschichte

### Realschule
Am 15. November 1851 wurde die k. k. Unterrealschule in Salzburg im Kollegiengebäude gegründet. Die Schule wurde von Buben aus der Mittelschicht besucht, wobei die Klasseneinteilung nach Wissenstand erfolgt und damit große Altersunterschiede zwischen den Schüler bestanden. Das Ziel war das Vermitteln der mittleren Reife. 1863 erfolgte die Erweiterung zur sechsklassigen Oberrealschule und 1870 zu einer siebenjährigen Realschule. 1927 wurde die Schule – seit 1873 am Hanuschplatz beheimatet – durch ein neues Schulgesetz zur achtjährigen Realschule mit jeweils vierjähriger Unter- und Oberstufe. Im Jahr 1951 wurde in St. Johann im Pongau eine Expositur eingerichtet (heute BG/BRG/BORG St. Johann im Pongau), drei Jahre später in Hallein (heute Bundesgymnasium und Bundesrealgymnasium Hallein).

### Bundesrealgymnasium
Im Schuljahr 1962/63 trat für die ersten Klassen die Bundesrealgymnasialverordnung in Kraft. Damit wurde die Schule zum Bundesrealgymnasium Salzburg. Ab dem Schuljahr 1968/69 wurden Mädchen zum Unterricht zugelassen. 1970 übersiedelte die Schule in die Akademiestraße, wo sie auch heute noch zu finden ist. Mit dem Schuljahr 1997/98 wurden die neu gesetzten Schwerpunkte Naturwissenschaften und Informatik mit Projektunterricht umgesetzt, später kam noch Laborunterricht dazu. Das Schulgebäude an der Akademiestraße wurde von 2003 bis 2005 renoviert und erweitert, unter anderem um Fachsäle, Cafeteria mit Terrasse und Freiluftklasse.

## Schulleitbild
Ziel der Schwerpunktsetzung ist es, die Schüler in einer immer komplexeren Welt zu befähigen, die Zukunft kompetent und fundiert mitzugestalten. Dabei konzentriert man sich auf
- naturwissenschaftliches Verstehen
- mathematisches Analysieren
- informationstechnologisches Vermitteln

Um den individuellen Begabungen und Neigungen der Schüler zu entsprechen, stehen verschiedene Zugänge offen:
- Naturwissenschaften – immer stärkere Vernetzung von spezialisierten Inhalte der Teilbereiche durch fachübergreifende Arbeitsweisen
- Mathematik und Darstellende Geometrie – Vermittlung der Voraussetzungen für die Analyse und Lösung von Problemen, wie Formalisierung, Modellbildung, Abstraktions- und Raumvorstellungsvermögen
- Informations- und Kommunikationstechnologien – Einsatz, kritisches Hinterfragen und Bewertung zur Orientierung in der sich schnell wandelnden Gesellschaft

## Leitung
- Friedrich Franz, 1851–1853
- Franz Schleindl, 1853–1854 (interimistisch)
- Franz Nikisch, 1854–1860
- Josef Mayburger, 1860–1860 (interimistisch)
- Josef Woegerbauer, 1860–1895
- Eduard Kunz, 1895–1907
- Josef Adametz, 1908–1919
- Eduard Stummer, 1919–1920
- Franz Schrempf, 1921–1921 (interimistisch)
- Franz Rathschüler, 1921–1928
- Emil Nowak, 1928–1936
- Josef Villgrattner, 1935–1937
- Hans Gumpoltsberger, 1937–1938
- Alfred Kulnigg, 1938–1944
- Karl Friedrich, 1944–1945 (provisorisch)
- Otto Haunstein, 1945–1950
- Karl Kullich, 1950–1950 (interimistisch)
- Otto Haunstein, 1950–1951
- Erich Zadra, 1952–1974 (seit 1955 nur Bundesrealschule)
- Erich Kaforka, 1955–1955 (im Bundesrealgymnasium)
- Herbert Hartl, 1975–1975 (interimistisch)
- Franz Kaserer, 1975–1980
- Georg Aschauer, 1980–1981 (provisorisch)
- Friedrich Unterberger, 1981–1993
- Willibald Wegenkittl, 1993–1997
- Gunter Bittner, 1997–2014[5]
- Johannes Schiendorfer, seit 2014–2024 (karenziert)[5]
- Florian Wachter, seit 2024 (interimistisch)